# Kouilou-Niari
Pour les articles homonymes, voir Kwilu.
Le Kouilou — également orthographié Kwilu, Kwila, ou Kwil — est le principal fleuve drainant la région côtière de la République du Congo. Le fleuve est appelé Kouilou dans la région côtière du même nom, jusqu'aux gorges de Sounda. En amont de ces gorges, il prend l'appellation Niari. Il est le deuxième fleuve du pays par son débit après le fleuve Congo.

## Géographie

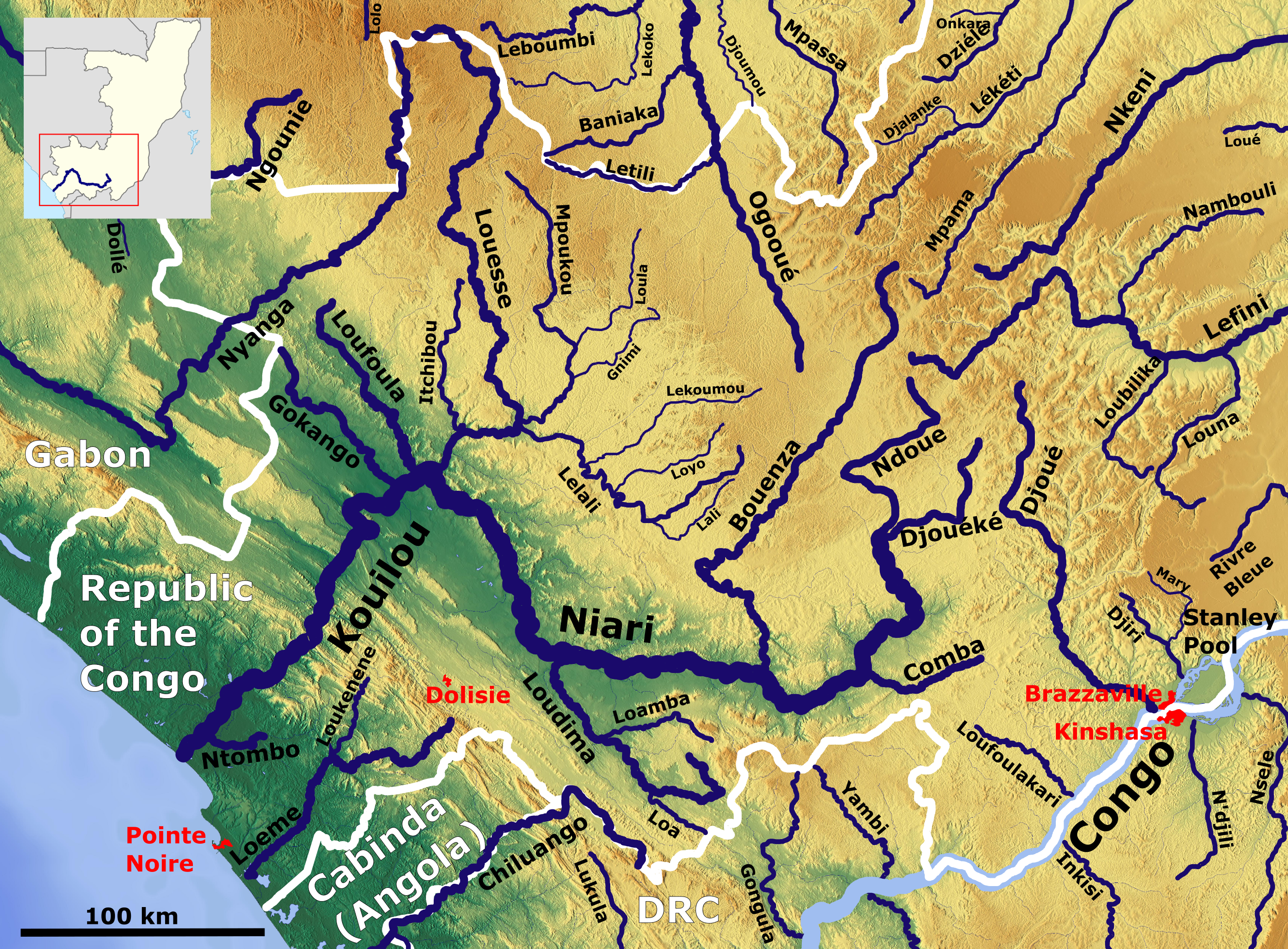
Bassin du fleuve Kouilou-Niari

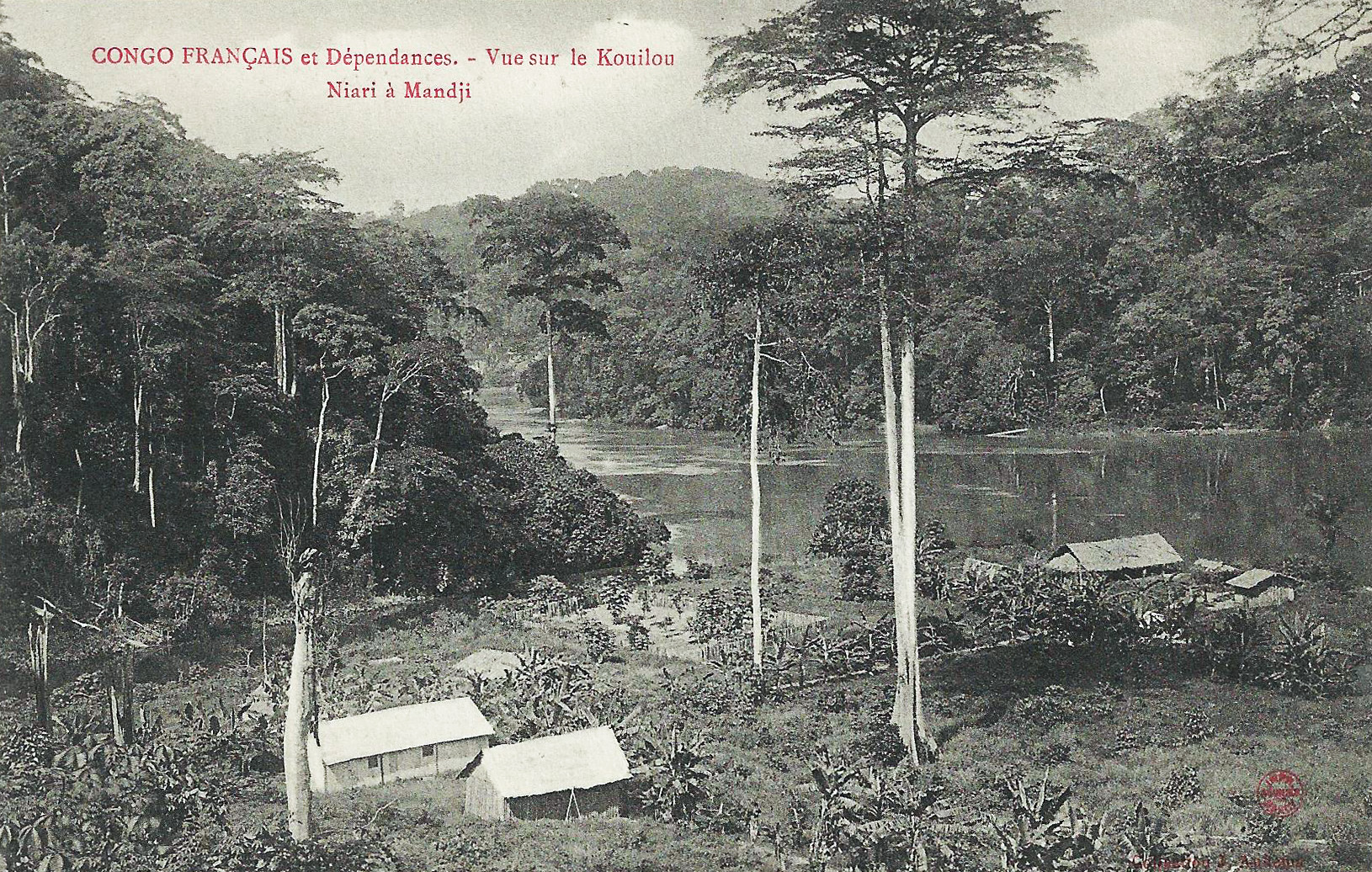
Vue sur le Kouilou Niari à Mandji (phot. J. Audema, vers 1900).

Le fleuve Kouilou a deux sources, le Niari et la Louessé, qui se rencontrent à Makabana. La Louessé prend naissance dans les plateaux Batéké et s'écoule dans une direction sud. Le Niari provient de l'est du pays et reçoit les eaux de la Bouenza, son principal affluent, et de la Loudima. Après Makabana, le fleuve Kouilou traverse le massif forestier du Mayombe et se jette dans l'océan Atlantique près de Madingo-Kayes, à une cinquantaine de kilomètres au nord-ouest de Pointe-Noire. Sa longueur est d'approximativement 560 kilomètres depuis sa source sur les plateaux Batéké jusqu'à la côte. Le fleuve comporte de nombreuses chutes d'eau, parmi lesquelles les plus célèbres sont les chutes Zrinski et les gorges de Sounda.

## Transport
Les villes et localités sur le fleuve sont, à partir de l'embouchure, Mfilou Poste, Magne, Kakamoeka, Sounda, et Makabana. Depuis son embouchure, le fleuve est navigable sur les premiers 60 km. Des bateaux remontent régulièrement le fleuve jusqu'à Kakamoeka quoique la dernière partie, à partir des Portes de Ngoutou, est compliquée par un courant fort pendant la saison des pluies et des bancs de sable en période d'étiage.
On compte plusieurs ponts sur le fleuve : le pont du Kouilou près de Kibangou, les ponts à Makabana sur le Niari et sur la Louessé, et le pont à Loudima sur le Niari. Les villes de Nkayi et Madingou sont situées près du Niari. Le cours supérieur du Niari est longé par la voie ferrée (ligne CFCO) reliant Brazzaville à Pointe-Noire, tandis que la Louessé est longée par la voie ferrée ligne COMILOG de Makabana à Mbinda.

## Affluents principaux
Le fleuve a pour principaux affluents les rivières Louessé, Bouenza et Loudima.

## Hydrométrie - Les débits à Sounda
Le débit du fleuve a été observé pendant 14 ans (1969-1982) à Sounda, localité congolaise située à quelque 79 kilomètres de son embouchure dans l'océan  . 
À Sounda, le débit annuel moyen ou module observé sur cette période a été de 856 m3/s pour une surface étudiée de 55 542 km², soit plus ou moins 90 % de la totalité du bassin versant du fleuve.
La lame d'eau écoulée dans le bassin versant se monte ainsi à 486 millimètres par an, ce qui doit être considéré comme élevé.
Cours d'eau de forêt pluviale et de savanes, le Kouilou est un cours d'eau abondant et assez régulier. Les hautes eaux, correspondant à l'été et à l'automne austral, se déroulent de novembre à mai inclus. Dès le mois de juin le débit du fleuve chute rapidement, mais garde un débit fort appréciable durant la courte saison des basses eaux qui a lieu de juillet à octobre.
Le débit moyen mensuel observé en septembre (minimum d'étiage) atteint 309 m3/s, soit approximativement quatre fois moins que le débit moyen du mois d'avril (1 326 m3/s), ce qui témoigne de la faible amplitude des variations saisonnières. Sur la durée d'observation de 14 ans, le débit mensuel minimal a été de 201 m3/s, tandis que le débit mensuel maximal s'élevait à 2 080 m3/s.

## Restauration de la faune
À 50 km au nord de Pointe-Noire, trois îles du fleuve, Ngombe, Tchinbebe et Tchindzoulou, forment le sanctuaire Tchimpounga sur une superficie de 70 km2, dédié au sauvetage des chimpanzés et des bonobos de la région, et fondé par la primatologue Jane Goodall.

## Projet du barrage du Kouilou
Il s'agit d'un projet vieux de plus d'un demi-siècle, qui connut un début d'exécution à la fin des années 1950, mais ne fut jamais terminé : construire un barrage dans la région de Sounda, qui créerait un immense lac artificiel de 1800 kilomètres carrés et produirait des milliards de kilowattheures d'énergie bon marché, susceptible d'attirer une série d'entreprises étrangères désireuses d'exploiter les importantes ressources minières de la région. 
Les Français cherchent alors à s’assurer des ressources hydrauliques en Afrique, en Guinée et au Congo, mais ces projets ont été contrecarrés par l’indépendance de la Guinée en 1958. Cependant, l’idée d’équiper le Kouilou au Congo Brazzaville subsiste une dizaine d’années. Mais le gouvernement de l’abbé Fulbert Youlou ne s’y intéresse pas. 

### Une longue histoire
Dès 1958, la Société de construction des Batignolles démarre les premiers travaux. Une route d'accès au site est construite, ainsi qu'une cité destinée à recevoir plusieurs milliers de travailleurs français et congolais. Un canal de dérivation des eaux du fleuve se terminant par un tunnel de 14 mètres de diamètre et 600 mètres de long est creusé. Péchiney et Alcoa, grandes multinationales de l'aluminium, industrie gourmande en électricité, s'intéressent de près au projet. L'indépendance survient en 1958, et en 1962 des accords sont signés avec la Guinée de Sékou Touré pour la fourniture de bauxite destinée à être transformée en aluminium métal. 
Cependant le barrage ne sera jamais édifié. Pendant la guerre froide, le président-abbé Fulbert Youlou, l'« homme de la France » de l'époque est renversé en août 63, et le système communiste congolais débute avec Alphonse Massamba-Débat, décourageant les investisseurs étrangers : le chantier est abandonné.
Près de trente ans plus tard, le président Pascal Lissouba, originaire de la région du Niari, ressuscite le projet et pose une nouvelle première pierre. Mais une expertise préalable constate le vieillissement des installations abandonnées dans les années 1960, si bien que les travaux ne redémarrent pas. De plus, les roches-socle sont fissurées et gorgées d'eau, de sorte que tout retombe dans l'oubli. 
À la charnière des années 1990 et du XXIe siècle, des tractations ont lieu avec une société canadienne désireuse d'exploiter le magnésium et l'aluminium dont cette région du Congo regorge. Les Canadiens envisagent d'utiliser soit l'énergie produite à Inga, au Congo démocratique voisin et tout proche, soit celle du barrage du Kouilou... à construire. Et c'est l'électricité produite par le barrage d'Inga qui l'emporte. Au lieu de construire le barrage, on édifie donc une ligne à haute tension entre Inga et Pointe-Noire. 
En mai 2011, un protocole d'accord entre l’État congolais et la société sud-africaine IDG a été signé. IDG a pris comme partenaire la société African Power Corporation pour développer ce projet. 
Les deux sociétés ont joint leurs forces pour rendre le projet viable et travaillent avec les différents acteurs autour des besoins énergétiques du pays.
Aujourd'hui,  l'énergie qu'il produirait, associée aux ressources liées au pétrole présent dans le pays, ainsi qu'aux minerais, assurerait vraisemblablement la prospérité du Congo sur les 30 ans à venir.
En novembre 2012, APC a nommé un directeur pour ses opérations au Congo. Nicolas Rouzé est basé à Pointe-Noire et coordonne les efforts de la société APC dans la république du Congo.

## Curiosités
- Les chutes Zrinski : elles furent ainsi nommées par l'austro-hongrois Dragutin Lerman agent de l'État indépendant du Congo, qui fut la première puissance coloniale à explorer le fleuve en 1882. Le nom commémore la famille Zrinski, des bans de Croatie.
- Les gorges de Sounda : elles sont décrites par plusieurs explorateurs (mission Marchand, mission Lechatellier, Mission Jacob). Le fleuve traverse le Mayombe dans des gorges de 120 mètres de haut.